# ワールドウィルチェアーラグビー
ワールドウィルチェアーラグビー（World Wheelchair Rugby、略称WWR）は、車いすラグビーの発展振興と国際大会を管轄する国際統括団体である。2021年に名称を「国際車いすラグビー連盟（International Wheelchair Rugby Federation、略称IWRF）」から「ワールドウィルチェアーラグビー（WWR）」に変更した。

## 住所

### World Wheelchair Rugby
Canon Medical Arena, Worksop Road, Sheffield, S9 3TL（United Kingdom、イギリス）

#### 登記上の住所
World Wheelchair Rugby c/o World Academy of Sport, Switzerland Sàrl, Route Suisse 8A, 1163 Etoy（Swiss、スイス）

## WWR世界ランキング
WWR公式サイト「World Rankings」を参照のこと。
ランキング算出方法は、「World Rankings Regulations（世界ランキング規則）」を参照のこと。

## 歴史
1993年に国際ストーク・マンデビル車いす競技連盟（International Stoke Mandeville Wheelchair Sports Federation, ISMWSF）のスポーツ部門として設立された。「ストーク・マンデビル」とは、パラリンピックのルーツとなった病院ストーク・マンデヴィル・ホスピタルを由来とする。車いす使用者の様々なスポーツを扱う団体として設立した。国際車いすラグビー連盟（IWRF）は、その傘下として活動。
日本は、1997年4月に日本ウィルチェアーラグビー連盟（現・日本車いすラグビー連盟）が設立され、翌1998年6月に国際車いすラグビー連盟（IWRF）の年次会議に初参加した。
2005年に、国際ストーク・マンデビル車いす競技連盟は、国際車いす切断者競技連盟（International Wheelchair & Amputee Sports Federation, IWAS）へと名称変更。
2010年1月1日に、国際車いすラグビー連盟（IWRF）は、独立した競技連盟として再創立した。
2021年、名称を簡略化し「ワールドウィルチェアーラグビー（WWR; World Wheelchair Rugby）」となった。